# Област 51
Област 51 (енгл. Area 51) је америчка војна база у Невади, око 180 километара од Лас Вегаса. Настала је 1955. године. То је високо чувана база за испитивање авиона и нових оружја. Због те високе тајности дошло се и до сумње да се овде врше испитивања над ванземаљским летелицама и бићима. Постоје неке појединачне изјаве и различита виђења чудних појава у околини базе. По овој области направљене су и неке рачунарске игре.

## Историја

### Други светски рат
Аеродром на Грум језеру је почео да се користи 1942. године. Састојао се из 2 земљане писте позициониране NE/SW, NW/SE 37°16′35″N 115°45′20″W. Аеродром се можда користио и за вежбе бомбардовања из авиона или артиљеријом, кратери се могу и данас видети у околини.

### У2 Програм
Грум Лејк комплекс за тестирање (енгл. Groom Lake test facility) је изграђен од стране ЦИА-е за пројекат Акуатоне, односно за развој У2 стратешког извиђачког авиона у априлу 1955. године. Ово место је изабрано јер је добро сакривено од очију јавности, што је било јако важно. За мање од 3 месеца база се састојала од: Једне асфалтиране писте, 3 хангара, контролног торња, смештаја за особље, малог биоскопа и терена за одбојку. 24. јула 1955 стигао је први У2 авион из Бурбанка који је транспортован помоћу C-124 Globemaster II транспортног авиона.

### ОКСКАРТ Програм (OXCART)
Чак и пре него што је завршен развој У2 авиона, Локхед је започео рад на његовом наследнику као део програма ЦИА-е, ОКСКАРТ. У програм су укључени А12 авион који је развијао брзине и до 3 маха. Служио је као извиђачки авион са великих висина. Од њега је настао СР-71 Црна Птица.
Овај програм је захтевао нешто боље од Грум Лејк комплекса за тестирање. Писта је била кратка, и није могла да поднесе тежину ОКСКАРТ-а. Разна складишта, радионице и бензинске станице су биле неадекватне да овај програм.
Место за нову базу је морало да буде далеко од насељених градова, војних и цивилних аеродрома како би се спречило виђање тајних пројеката. На том месту су морали да буду добри временски услови, да има потребан смештај, добар доток горива и писту дигачку 2500 метара. Ни једна база тада није била довољно добра, али се размишљало о бојној ваздухопловној бази Едвардс. Грум Лејк је било једино место које се уклапало у безбедносне захтеве, али није имало одређене грађевине и довољно дугачку писту. Договорено је да се обнови база на Грум Лејку пре почетка развоја А12 и у међувремену је добило ново име, Област 51. Име је добило да би се уклопило у већ нумерисане области у оквиру Зоне за тестирање нуклеарног наоружања Невада.
Карактеристике и захтеви пројекта су изазвали масовне промене на Грум Лејку како би тестови могли да се изводе:
Дана 1. октобра 1960. године је започета радња на области 51. Радници су радили у дуплим сменама како би се изградили сви објекти и писте. Постојећа писта је продужена на 2600 метара, и учвршћена је како би могла лако да поднесе тежину А12ице. Додата је и дијагонална писта од око 3000 метара.
До августа 1961. све важније грађевине су завршене. Додата су 3 хангара на северном делу базе. Означени су као Хангар 4,5 и 6. Хангар 7 се по конструкцији разликовао од 4,5 и 6. Оригинални У2 хангари су преправљени у радионице. У главном делу су се налазиле радионице, објекти за администрацију и складиштење, контролни торањ, ватрогасна станица и куће. Старије грађевине су поправљене а нове су после додаване по потреби. Окружени дрвећем, терени за рекреацију су се налазили 1600 метара од базе. Изграђени су резервоари за ЈП-7 специјално гориво које је користио А12 су изграђени и њихов капацитет је био 4848000 литара.
Припреме су почеле за долазак ОКСКАРТ-а; обезбеђење је појачано, мали цивилни рудник у близини је затворен и забрањен ваздушни простор изнад Области 51 је проширен.
Под надлежности ЦИА-е, база је добила осам F-101 Вуду авиона за вежбање, два Т-33 Шутинг Стар школска авиона, Ц-130 Херкул за транспорт, У3А за административне обавезе, хеликоптер за потрагу и спасавање и Цесну 180. Локхед је дао F-104 Старфајтер авион.
Први ОКСКАРТ је стигао тајно у базу пренесен камионима у фебруару 1962. године, а први лет му је био 26. априла 1962. године. База је тада имала преко 1000 радника. А12 је био велик и бучан авион занимљивог изгледа. Током раних пробних тестова ЦИА се трудила да што мање људи види авион. Они који нису имали директно везе са авионом би били приморани да буду у кантини док авион не полети. Ово су убрзо престали да раде јер није практично због великог броја летова авиона.
Иако је ваздушни простор изнад базе био забрањен, био је близу заузете војне ваздухопловне базе Нелис. Самим тим, било је виђања авиона. Неки пилоти из Нелис базе су видели А12 неколико пута. Барем један насин тест пилот је видео А12, при чему је путем радио везе контактирао базу да види о чему је реч. Добио је одговор да прекине везу и слети. Када је то учинио речено му је да оно што је видео је кључно за безбедност САД. Потписао је и уговор о тајности. Највише виђења овог авиона су била из комерцијалних летова. Најмање 20-30 таквих виђења је било.
Постојало је више врста Црних Птица; А12, ЈФ12А, Д12... До краја 1963 девет А12 авиона је било у Области 51. Додељени су тиму за специјална дејства који је припадао ЦИА-и. План за А12 за стратешко бомбардовање је наишао на веће проблеме. РС-71 је имао камере са стране као разне друге сензоре, самим тим повећавао способности једног извиђачког авиона. 27-28. децембра 1963 Локхеду је послат уговор да направе шест тест РС-71.

### Д-21 Тагборд
После губитка У2 авиона изнад Совјетског Савеза, разматрало се о прављењу А12 ОКСКАРТ верзије као беспилотне летелице. Иако су се сложили да је беспилотна летелица-извиђач добра идеја нису се сложили да то треба да буде на бази А12 јер би био превелик и прекомпликован за преображавање у тако нешто. ЦИА је пројекат означила као Q-12. До октобра 1963 пројекат је променио име у Д-21 (12 окренуто у 21. Тагборд је било шифровано име пројекта.

### Хев Блу/Ф-117 Програм
Локхедов Хев Блу (енгл. Have Blue) је био прототип стелт авиона. Први пут је летео у децембру 1977. године. 1978. године Ратно ваздухопловство је проследило Локхеду уговор за F-117. 17. јануара 1981. Локхедов тест тим је добио прву испоруку прототипа F-117, YF-117A. 15. октобар 1982. је важан датум за програм јер је тада први пут неко из 4450. Тактичке Групе летео на F-117А.
Иако идеална за тестирање, Област 51 није била место за Тактичку Групу па је морала да се нађе нова база за даља тестирања F-117. Тонопах област за тестирање је изабрана за прву групу F-117 авиона, 4450. Тактичку Групу. После октобра 1979 Тонопах је обновљен и проширен. Писта је продужена са 1800 метара на 3000 метара. Додат је велики хангар за одржавање као и складиште за пропан. 17. маја 1982 је започет премештај 4450. ТГ из Грум Лејка у Тонопах и завршен је током 1983. године. F-117 је постао оперативан 1983. године, a 1990 из Локхеда је послат последњи F-117А.

## НЛО и остале теорије завере
Чињеница да је база тајна, и да се спроводе тестови над тајним авионима, заједно са пријавама о необичним феноменима, довела је до тога да Област 51 постане главни фокус за истражитеље НЛО-а и других теорија завере. У таквим теоријама се спомињу следећа истраживања:
- Складиштење и испитивање оборених ванземаљских летелица (укључујући и материјал наводно пронађен код Розвела), проучавање ванземаљаца (живих и мртвих) и производња летелица базираним на ванземаљским.
- Састанци или заједнички послови за ванземаљцима.
- Развој егзотичног оружја.
- Развој средстава за контролу времена.
- Развој технологије за путовање кроз време и телепортовање.
- Развој необичног и егзотичног погонског система који се односи на Aurora (aircraft) програм.

Спомињу се и подземни центри за истраживање, интерконтинентална подземна железница, писта која нестаје и друге ствари базиране на ванземаљској технологији.
Ветерани експерименталних пројеката као што су ОКСКАРТ и НЕРВА у Области 51 се слажу да су ти тестови могли да изазову приче о НЛО, зато што је било чак 2850 ОКСКАРТ-ових летова.
Верује се да су те разне приче у ствари помогле да се одржи тајност Области 51. Иако ветерани одбацују постојање подземне железнице, у Области 51 се и даље велик број експеримената изводи под земљом.
- Боб Лазар, погледајте S-4 (facility) за више информација о њему.

Боб Лазар тврди да је радио у Сектору 4 у Области 51, који се како он каже налазио код Папус језера. Лазар тврди да је радио са ванземаљском летелицом коју је тада поседовала влада САД.
- Брус Бургес

Документарни филм из 1996, Дримленд, поседује интервју са инжењером старим 71 годину. Он тврди да је био запослен у Области 51 током 1950-их и да је радио на Симулатору Летећег Диска, базираном на срушеној ванземаљској летелици који би био коришћен за обуку војних пилота САД. Тврди и да је радио са ванземаљцем по имену Џеј-Род (енгл. J-Rod).
- Ден Буриш

Ден тврди да је 2005 радио у Области 51 и био задужен за клонирање ванземаљских вируса, такође каже да је радио са ванземаљцем по имену Џеј Род.